# Gorodishchensky (huyện của Penza)
Huyện Gorodishchensky (tiếng Nga: ? райо́н) là một huyện hành chính tự quản (raion), của Tỉnh Penza, Nga. Huyện có diện tích 2062 kilômét vuông, dân số thời điểm ngày 1 tháng 1 năm 2000 là 57000 người. Trung tâm của huyện đóng ở Gorodishche.